# Eugenia Bulat
Eugenia Bulat (Sadova, 19 settembre 1956) è una poetessa moldava, di lingua rumena, fondatrice e direttore onorifico della rivista CLIPA (ATTIMO), membro dell'Unione degli Scrittori di Romania e della Repubblica Moldava. Cavaliere dell'Ordine della Repubblica.

## Biografia
È nata il 19 settembre 1956, a Sadova, nel Distretto di Călărași, in Bessarabia (Repubblica Moldova). Ha studiato presso l'Università di Stato e presso l'Università Pedagogica "Ion Creangă" di Chișinău. Professoressa, giornalista ed editore; primo sindaco democraticamente eletto nel suo villaggio natìo dopo l'anno spartaque, 1989. Fondatrice e conduttrice della Rivista di cultura e creazione letteraria della nuova generazione ”L'attimo siderale” (1995-2015), appoggiata dall'Istituto Culturale Rumeno di Bucarest, Romania (Premio di Stato per la Letteratura per la Gioventu, Chișinău, 2009), fondatrice del Concorso Letterario Nazionale "Iulia Hasdeu" e dello cenacolo omonimo (1991-2014). Cavaliere del Ordine della Repubblica; Premio per la Poesia accordato dalla Unione dei Scrittori della R. Moldova (2018). Nel intervallo 2007-2012, si ritrova in esilio in Italia, a Venezia, dove vive, lavora e scrive. Lancia i suoi libri di poesia e promuove la verità sulla sua piccola patria: provincia rumena, rubata dalla Russia tramite il patto nazisto-bolshevico Ribbentrop-Molotov alla fine della seconda guerra mondiale.

## Opere

### Poesia
- ”Il proffessore. Stefan Sevastian Bulat In memoriam.” Casa Editrice UNU, Chișinău, 2020.
- ”La pietra di Ca' Vendramin. Dialogi di una straniera col vechio amico Alter. Terzo diario di una latitante dell'Est”. Versione italiana segniata dalla autrice. A cura di Ilaria Serra, Florida Atlantic University. Con la presentazione di Ilaria Serra. Meligrana Editore, 2018.
- ”Piatra de Ca' Vendramin. Dialogurile străinei cu vechiul său prieten Alter. Al treilea jurnal al unui evadat din Est”. Con la prefazione di Ioan Holban. Casa Editrice ”Junimea”, Iași, Romania, 2017.
- ”În debara. Al doilea jurnal al luin evadat din Est. /Nello sgabuzzino. Secondo diario di una latitante dell'Est”. Versione italiana - Geo Vasile, italienista, traduttore, Bucarest. Con la prefazione di Geo Vasile. Casa Editrice ”Gunivas”, Chișinău, 2009.
- ”Veneția ca un dat. Jurnalul unui evadat din Est”. Con la prefazione di Adrian Dinu Rachieru. Casa Editrice ”Augusta”, Timișoara, Romania, 2007.
- ”Veneția ca un dat. Jurnalul unui evadat din Est./Venezia ti fu data. Diario di una latitante dell' Est”. Versione italiana - Gabriella Molcsan, IRCRU Venezia. Con la prefazione di Adrian Dinu Rachieru. Casa Editrice ”Cartier”, Chişinău, 2007.
- ”Stalattiti”. Con la prefazione di acad. Mihai Cimpoi. Casa Editrice „Universul”, Chişinău, 2002.
- ”Lettere d'amore dalla Città della Libertà”. Casa Editrice ”Prag”, Chişinău, 2002.
- ”Nostalgia di voi”. Con la prefazione di Ion Lăpușneanu. Năsăud, Romania, 2002.
- ”Sillabe del mistero d'amore”. ”Vatra Românească”, Satu Mare, Romania, 1996.
- ”Poemi dalla Valle del Pianto”. Con la prefazione di George Vodă. ”Vatra Românească”, Satu Mare, Romania, 1996.
- ”Verso Putna m' incammino”. Con la prefazione di Ion Vatamanu. Casa Editrice ”Lyceum”, Chişinău, 1994.

### Altri titoli
- Autrice dello studio ”L'eruzione del dire ovvero La Generazione dell' Attimo siderale. L'idea nazionale. POESIA”. Casa Editrice ”Prag”, Chişinău, 2003.
- Editore della collana ”Luccichi siderali”: vol. I - ”Luccichi siderali” (1994), vol. II - ”Il quinto angolo” (1996), vol. III - ”I capillari dell' attimo”. Casa Editrice ”Lyceum”, Chișinău, 1996.

## Premi
- Premio I, sezione POESIA, accordato dalla Unione dei Scrittori della R. Moldova, per il vol. ”La pietra di Ca' Vendramin. Dialoghi di una straniera col vechio amico Alter. Terzo diario di una latitante dell'Est”, versione rumena (”Piatra de Ca’ Vendramin. Dialogurile străinei cu vechiul său prieten Alter. Al treilea Jurnal al unui evadat din Est”, Casa Editrice ”Junimea”, Iași, 2017). Chișinău, 2018.
- Premio del Dipartimento per i Rumeni del Mondo per l'attivita nel campo della Promozione della Letteratura Rumena al Estero. Bucarest, Romania, 2010. Premio speciale al Salone nazionale del libro per i bambini, per lo studio ”Erupția rostirii sau generația Clipei siderale. Ideea națională. POESIA” (”Eruzione del dire ovvero la generazione dell'Attimo siderale. L'idea nazionale. POESIA”). Chișinău, 2005.
- Premio Top Anticorruzione del settimanale Giornale di Guardia. Chişinău, Edizione 2005.
- Premio I, sezione POESIA, accordato dalla prima rivista di espressione grafica latina della Bessarabia postbelica, ”Glasul Națiunii” (”La voce della Nazione”). Bucarest, Romania, 1996.
- Premio I, sezione DEBUTO LETTERARIO, al Salone Nazionale del Libro della R. Moldova per il vol. ”La Putna mi-e drumul” (”Verso Putna m'incamino), Casa Editrice ”Lyceum”. Chișinău, 1994.
- Premio I, sezione POESIA, al Festivale Letterario Internazionale ”Dm. Bolintineanu” del Centro per la Conservazione e Valorizzazione della Tradizione Popolare, prima edizione. Giurgiu, Romania, 1993.
- Altri premi.